# Герб на Германската демократична република
Гербът на Германската демократична република представлява чук и пергел, обкръжени с ръжени класове.
Чукът символизира работническата класа, пергелът – интелигенцията, а ръжените класове – селяните. Първоначално гербът на ГДР е представлявал подобна емблема, но само с чука и ръжените класове. Интерпретацията на тези символи от източногерманските комунисти е, че ГДР е държава на работници и селяни (на немски: Arbeiter – und Bauernstaat). Същата емблема, само че обградена от венец, е използвана от Националната народна армия на ГДР, а народната полиция е използвала същия символ, само че обградена от 12 бели петолъчки.
Гербът на ГДР е приет на 26 септември 1955 година със специален закон, а на 1 октомври 1959 година гербът на страната е поставен и върху знамето на Източна Германия. Гербът на Германската демократична република официално е отменен на 31 май 1990 година с решение на първия парламент на ГДР, избран чрез свободни избори.
Носенето и показването на този герб отначало се е разглеждало от Западна Германия и Западен Берлин като неконституционно и се е преследвало от полицията. С идването на власт на Вили Брант и провежданата от него Източна политика (Ostpolitik) това преследване е спряно.

## Гербове през годините
- Герб на ГДР (1950 – 1953)
- Герб на ГДР (1953 – 1955)
- Герб на ГДР (1955 – 1990)